# Ludvig IV av Frankrike
Ludvig IV eller Ludvig från andra sidan havet (franska: Louis IV d'Outremer), född: 10 september 920 i Laon, död 10 september 954 i Reims, var en frankisk Karolingisk kung av västfrankiska riket 936–954.

## Biografi
Ludvig IV var son till Karl den enfaldige och Eadgifu av Wessex. Ludvig var endast tre år då hans mor tog honom "över havet" (Engelska kanalen) sedan hans far fängslats. Därav hans namn.
Vid Rudolf av Burgunds död 936 kallades Ludvig tillbaka till Frankrike och kröntes till kung. I praktiken hade han dock inte makt över mycket mer än staden Laon och några andra platser i norra Frankrike men han uppvisade en för sin ålder överraskande förmåga att vinna vördnad hos den alltid fejdlystna adeln. Hans regeringstid innebar emellertid mest konflikter, i synnerhet med Hugo den store, hertig av Paris, som behärskade Frankrike söder om Loire och Francia, området kring Paris.
År 939 uppstod en kamp mellan Ludvig och den tysk-romerska kejsaren Otto den store om Lothringen. Ludvig gifte sig dock med Ottos syster Gerberge med vilken han fick två söner och en dotter: Lothar, Karl och Matilda.
Ludvig efterträddes av sin son Lothar.